# Bahnstrecke Neuekrug-Hahausen–Goslar
| Streckenverlauf |                                                                                          |                                      |                                      |
| Streckennummer: | 1930                                                                                     |                                      |                                      |
| Kursbuchstrecke (DB): | 354                                                                                      |                                      |                                      |
| Kursbuchstrecke: | 182g (1934) 182h (Langelsheim – Goslar 1934) 206 (1946) 204b (Langelsheim – Goslar 1946) |                                      |                                      |
| Streckenlänge: | 16,2 km                                                                                  |                                      |                                      |
| Spurweite: | 1435 mm (Normalspur)                                                                     |                                      |                                      |
| Streckengeschwindigkeit: | 100 km/h                                                                                 |                                      |                                      |
| Zweigleisigkeit: | durchgehend                                                                              |                                      |                                      |
| |                                                                                          |                                      |                                      |
| \| \| \| von Kreiensen \| \| \| \| 79,22 \| Neuekrug-Hahausen \| Neuekrug-Hahausen \| \| \| \| nach Börßum \| \| \| \| \| Neile \| \| \| \| 82,79 \| Wedebruch (Bk)[1] \| Wedebruch (Bk)[1] \| \| \| 85,19 \| Langelsheim MSW Chemie \| Langelsheim MSW Chemie \| \| \| \| Bundesstraße 82 \| \| \| \| \| Innerste \| \| \| \| \| ehem. von Altenau \| \| \| \| 89,07 \| Langelsheim (Hp Awanst, Bf bis 2023) \| Langelsheim (Hp Awanst, Bf bis 2023) \| \| \| \| nach Vienenburg Rbf \| \| \| \| \| Bundesstraße 82 \| \| \| \| 92,2 \| Herzog Juliushütte \| Herzog Juliushütte \| \| \| \| Grane \| \| \| \| \| Bundesstraße 82 \| \| \| \| \| von Hildesheim \| \| \| \| 95,39 \| Goslar \| Goslar \| \| \| \| nach Vienenburg \| \| \| \| \| \| \| \| Quellen: [2][3] \| \| \| \| |                                                                                          |                                      |                                      |
| Strecke |                                                                                          | von Kreiensen                        | von Kreiensen                        |
| Dienststation / Betriebs- oder Güterbahnhof | 79,22                                                                                    | Neuekrug-Hahausen                    | Neuekrug-Hahausen                    |
| Abzweig geradeaus und nach links |                                                                                          | nach Börßum                          | nach Börßum                          |
| Brücke über Wasserlauf |                                                                                          | Neile                                | Neile                                |
| ehemalige Blockstelle | 82,79                                                                                    | Wedebruch (Bk)                       | Wedebruch (Bk)                       |
| ehemalige Blockstelle | 85,19                                                                                    | Langelsheim MSW Chemie               | Langelsheim MSW Chemie               |
| Strecke mit Straßenbrücke |                                                                                          | Bundesstraße 82                      | Bundesstraße 82                      |
| Brücke über Wasserlauf |                                                                                          | Innerste                             | Innerste                             |
| Abzweig geradeaus und von rechts |                                                                                          | ehem. von Altenau                    | ehem. von Altenau                    |
| Haltepunkt / Haltestelle | 89,07                                                                                    | Langelsheim (Hp Awanst, Bf bis 2023) | Langelsheim (Hp Awanst, Bf bis 2023) |
| Abzweig geradeaus und ehemals nach links |                                                                                          | nach Vienenburg Rbf                  | nach Vienenburg Rbf                  |
| Strecke mit Straßenbrücke |                                                                                          | Bundesstraße 82                      | Bundesstraße 82                      |
| ehemaliger Bahnhof | 92,2                                                                                     | Herzog Juliushütte                   | Herzog Juliushütte                   |
| Brücke über Wasserlauf |                                                                                          | Grane                                | Grane                                |
| Brücke |                                                                                          | Bundesstraße 82                      | Bundesstraße 82                      |
| Abzweig geradeaus und von links |                                                                                          | von Hildesheim                       | von Hildesheim                       |
| Bahnhof | 95,39                                                                                    | Goslar                               | Goslar                               |
| Strecke |                                                                                          | nach Vienenburg                      | nach Vienenburg                      |
| |                                                                                          |                                      |                                      |
| Quellen: |                                                                                          |                                      |                                      |

Die Bahnstrecke Neuekrug-Hahausen–Goslar ist eine zweigleisige, nicht elektrifizierte Hauptbahn in Niedersachsen. Die am Nordrand des Harzes verlaufende Strecke beginnt im Bahnhof Goslar in der Kreisstadt Goslar und mündet im Bahnhof Neuekrug-Hahausen in der Stadt Langelsheim in die Braunschweigische Südbahn nach Seesen und Kreiensen ein. Die in der Region oft anzutreffende Bezeichnung Nordharzstrecke ist nicht eindeutig. 
Der wichtigste und heute einzige Zwischenhalt ist der Bahnhof Langelsheim. Bis 1976 zweigte in diesem Bahnhof die Innerstetalbahn nach Clausthal-Zellerfeld beziehungsweise Altenau ab.

## Geschichte
Am 5. August 1856 wurde die Braunschweigische Südbahn mitsamt dem Bahnhof Neuekrug-Hahausen eröffnet. 1875 war die Bahnstrecke Vienenburg–Langelsheim über Grauhof von der Magdeburg-Halberstädter Eisenbahngesellschaft eröffnet und als Innerstetalbahn nach Lautenthal, später über Clausthal bis Altenau verlängert worden. Hieran war am 15. September 1877 eine Zweigstrecke der Braunschweigischen Eisenbahn-Gesellschaft nach Neuekrug-Hahausen angeschlossen worden, die dem Ost-West-Güterverkehr von Halberstadt nach Kreiensen den Umweg über Salzgitter-Ringelheim ersparte. Diese Bahngesellschaft baute auch eine Verlängerung nach Goslar, die am 1. Mai 1883 eröffnet wurde. Seitdem lief der Güterverkehr über die flachere Strecke durch Grauhof, während der Personenverkehr über Goslar fuhr. Daneben wurde der örtliche Güterverkehr in Langelsheim, Herzog-Julius-Hütte und Goslar bedient.
Die Strecke ist seit dem 1. Mai 1911 (Lückenschluss Herzog Juliushütte – Goslar) durchgehend zweigleisig.
Die ältere Güterbahn über Grauhof wurde Opfer der deutschen Teilung und verlor 1954 den Verkehr. 1976 wurde auch die Innerstetalbahn nach Altenau aufgegeben, in Langelsheim verblieb nur die jüngere Strecke.
Zwischen dem 1. Juli 2021 und 1. September 2021 wurde die Bahnstrecke Neuekrug-Hahausen–Goslar wegen der Sanierung des Bahnhofs Langelsheim für den regulären Schienenverkehr vollständig gesperrt.
Im Jahr 2021 wurde die Elektrifizierung der Strecke als zu förderndes Vorhaben im Rahmen des Gemeindeverkehrsfinanzierungsgesetzes angemeldet.
Mit dem Umbau des Bahnhofs Langelsheim zur Haltestelle im Jahr 2022 und Inbetriebnahme des dortigen ESTW am 21. Oktober 2023 wurde die Strecke auf ganzer Länge auf Gleiswechselbetrieb umgerüstet, was unter anderem mit der Installation neuer Signale einherging.

## Bedienung
Die Strecke wird heute durch eine Regionalbahn-Linie (Bad Harzburg–Seesen–Kreiensen) bedient. Jeder zweite Zug fährt von Kreiensen aus weiter nach Göttingen. Auf der Strecke fährt ein Zug pro Stunde, wobei sich aufgrund der alternierenden Taktlage kein Stundentakt ergibt. Durchgeführt wird der Betrieb von DB Regio Nord mit Triebzügen vom Typ LINT.